# Pieniaki (gmina)
Pieniaki – dawna gmina wiejska w powiecie brodzkim województwa tarnopolskiego II Rzeczypospolitej. Siedzibą gminy były Pieniaki.
Gminę utworzono 1 sierpnia 1934 r. w ramach reformy na podstawie ustawy scaleniowej z dotychczasowych gmin wiejskich: Batków, Czepiele, Hołubica, Huta Pieniacka, Litowisko, Łukawiec, Markopol, Pieniaki, Szyszkowce i Zwyżyń.
Po wojnie obszar gminy został odłączony od Polski i włączony do Ukraińskiej SRR.